# الجمهورية الفلبينية الثانية
جمهورية الفلبين الثانية (الاسم الرسمي:جمهورية الفلبين) (بالفلبينية:Republika ng Pilipinas)، هي الجمهورية الفلبينية الثانية التي أسست بعد الغزو الياباني لجزر الفلبين في فترة الحرب العالمية الثانية سنة 1943م، وانتهت الدولة الفلبينية بعد سقوطها على يد الجيش الأمريكي سنة 1945م.

## الخلفية
بعد حملة الفلبين (1941 - 1942)، أعلن الرئيس مانويل كويزون أن العاصمة الوطنية مانيلا «مدينة مفتوحة»، تحت حكم خورخي بي. فارغاس، عمدة المدينة. دخل اليابانيون المدينة في 2 يناير من عام 1942، وجعلوها العاصمة. وقد استولت اليابان بالكامل على الفلبين في السادس من مايو عام 1942، بعد معركة كوريجيدور.
أصدر الجنرال ماساهارو هوما مرسومًا يقضي بحلّ كومنولث الفلبين وإنشاء اللجنة التنفيذية الفلبينية، وهي حكومة تصريف أعمال، وتعيين فارغاس كأول رئيس لها في يناير عام 1942. شُكِّل حزب كاليبابي – كابيسانان سا باغليليكود سا باغونغ فيليبيناس -  (وهذا الاسم كما هو باللغة التاغالوغية وهو باللغة الإنجليزية: Association for Service to the New Philippines) بإعلان رقم 109 الصادر عن اللجنة التنفيذية الفلبينية (كوميسونغ تاغباغباغاناب بيليبيناس)، وهو تشريع تم إقراره في 8 ديسمبر من عام 1942، بحظر جميع الأحزاب السياسية القائمة وإنشاء تحالف حاكم جديد. وكان أول مدير عام لها هو بنينو أكينو الأب. أما حزب غاناب الموالي لليابان، والذي رأى اليابانيين كمنقذ للأرخبيل، فقد تم ضمّه مع حزب كاليبابي.

### الاستقلال
قبل تشكيل اللجنة التحضيرية، أعطى اليابانيون خيارًا لوضع الفلبين تحت حكم الدكتاتور أرتيميو ريكارتي، الذي أعاده اليابانيون من يوكوهاما للمساعدة في تعزيز حركتهم الدعائية. بيد أن اللجنة التنفيذية الفلبينية رفضت هذا الخيار واختارت جعل الفلبين جمهورية بدلًا من ذلك. أثناء زيارته الأولى للفلبين في السادس من مايو 1943، وعد رئيس الوزراء هيديكي توجو بإعادة الاستقلال إلى الفلبين كجزء من القومية الآسيوية (آسيا للآسيويين).
دفع هذا التحالف إلى إنشاء اللجنة التحضيرية لاستقلال الفلبين في 19 يونيو من عام 1943. وقد شُكلت مسودة دستور الفلبين من قِبَل اللجنة التحضيرية للاستقلال، التي تتألف من 20 عضو من حزب كاليبابي. قدمت اللجنة التحضيرية برئاسة خوسي لوريل، مشروع دستورها في 4 سبتمبر عام 1943. وبعد ثلاثة أيام صدقت الجمعية العامة للحزب على مشروع الدستور.
بحلول العشرين من سبتمبر في عام 1943، انتخبت المجموعات التمثيلية لكاليبابي في مقاطعات البلاد ومدينتها من بين أعضائها الأربعة والخمسين أعضاء في الجمعية الوطنية الفلبينية، وهي الهيئة التشريعية في البلاد، مع أربعة وخمسين حاكم ورؤساء بلديات المدن كأعضاء بحكم مناصبهم.
بعد ثلاثة أيام من إنشاء الجمعية الوطنية، عقدت جلستها الافتتاحية في المبنى التشريعي لما قبل الحرب وانتخبت بأغلبية بنينو أكينو كأول رئيس لها وخوسي لوريل كرئيس لجمهورية الفلبين، الذي افتتح المبنى التشريعي في 14 أكتوبر من عام 1943. رفع الرئيس السابق إميليو أغينالدو والجنرال أرتيميو ريكارتي العلم الفلبيني، وهو نفس العلم الذي استخدم خلال الحرب الفلبينية الأمريكية والذي يظهر عليه مجسم الشمس أثناء الافتتاح. كانت هذه هي المرة الأولى منذ الاحتلال الياباني التي يظهر فيها العلم والنشيد.
في اليوم نفسه، تم التوقيع على ميثاق تحالف بين الجمهورية الجديدة والحكومة اليابانية، والذي صدقت عليه الجمعية الوطنية بعد ذلك بيومين.
في 13 ديسمبر من عام 1943، تم اعتماد نسخة من علم الفلبين بدون مجسم الشمس كعلم الجمهورية الثانية من خلال الأمر التنفيذي رقم 17.